# Йоан Молло
Йоан Молло (фр. Yohan Mollo, нар. 18 липня 1989, Мартіг) — французький футболіст, півзахисник клубу «Ар-Райян».
Виступав, зокрема, за клуби «Монако» та «Сент-Етьєн», а також молодіжну збірну Франції.

## Клубна кар'єра
Народився 18 липня 1989 року в місті Мартіг. Вихованець юнацьких команд футбольних клубів «Марсель», «Обань» та «Монако».
У дорослому футболі дебютував 2008 року виступами за команду клубу «Монако», в якій провів два сезони, взявши участь у 42 матчах чемпіонату. Більшість часу, проведеного у складі «Монако», був основним гравцем команди.
Згодом з 2010 по 2012 рік грав у складі «Кана» (на умовах оренди) та іспанської «Гранади».
2012 року уклав контракт з «Нансі», а за рік, у 2013, був орендований клубом «Сент-Етьєн», а згодом уклав з клубом повноцінний контракт.
У серпні 2015 року був відданий в оренду до російського клубу «Крила Рад» (Самара). Улітку 2016 року самарський клуб викупив права на гравця, підписавши з ним трирічний контракт. Після успішної першої половини сезону (5 голів у 12 матчах) уже в січні 2017 Молло перейшов до санкт-петербурзького «Зеніта». Не провівши за основний склад жодного повного матчу, клуб спочатку перевів його до другої команди «Зеніт-2», а потім розірвав контракт за згодою сторін.
Наприкінці серпня 2017 приєднався до «Фулгема» з Чемпіоншипа, однак і там не заграв у основі та вже в січні залишив розірвав контракт з англійським клубом за згодою сторін.
З квітня 2018 виступає за катарський «Ар-Райян».

## Виступи за збірну
Протягом 2008–2010 років залучався до складу молодіжної збірної Франції. На молодіжному рівні зіграв у 8 офіційних матчах.

## Титули і досягнення
- Володар Кубка французької ліги (1):

«Сент-Етьєн»: 2012-13